# Alan Sherman
Alan Sherman (22 de octubre de 1951) es un deportista británico que compitió en remo como timonel. Ganó una medalla de bronce en el Campeonato Mundial de Remo de 1975, en la prueba de ocho con timonel ligero.

## Palmarés internacional
| Campeonato Mundial | Campeonato Mundial       | Campeonato Mundial | Campeonato Mundial      |
| Año                | Lugar                    | Medalla            | Prueba                  |
| ------------------ | ------------------------ | ------------------ | ----------------------- |
| 1975               | Nottingham (Reino Unido) | Medalla de bronce  | Ocho con timonel ligero |